# Frederick Reiss
Prof. Dr. Frederick Reiss ( 1891 - 1981 ) fue un médico, micólogo, y profesor estadounidense-austrohúngaro.
Obtuvo su título médico, en 1914, en la Universidad Real de Hungría. Trabajó en Budapest como un profesional liberal, ("Privatbeamter"). A principios de la década de 1920, fue profesor de dermatología en China y también creó el Departamento de dermatología de la Universidad Central Nacional de Shánghai. Migró a EE. UU. poco antes de la Segunda Guerra Mundial.
Perteneció al equipo médico del Hospital Bellevue y fue profesor asociado de dermatología de la Escuela de Medicina de la Universidad de Nueva York.

## Algunas publicaciones
- frederick Reiss. 1952. The treatment of fungus diseases with antibiotics. Ann. of the New York Acad. Sci. 55 ( 6): 1147-1153

## Honores

### Epónimos
- El Hospital Montefiore lo reconoció al nombrar a los Laboratorios de investigación de dermatología y micología, en su honor en su cumpleaños N.º 85[1]

- La abreviatura «Reiss» se emplea para indicar a Frederick Reiss como autoridad en la descripción y clasificación científica de los vegetales.[2]

## Fuente
- l.c. Harber. 1972. A synopsis of the life of Frederick Reiss. International J. of Dermatology, 11: 197–199

- r.h. Zander, f. Encke, g. Buchheim, s. Seybold. 1984. Handwörterbuch der Pflanzennamen. 13.ª ed. Ulmer Verlag, Stuttgart, ISBN 3-8001-5042-5